# 門司郵便局
門司郵便局（もじゆうびんきょく）は、福岡県北九州市門司区にある郵便局。民営化前の分類では集配普通郵便局であった。

## 概要
住所：〒800-8799 福岡県北九州市門司区中町2-2

## 沿革
- 1946年（昭和21年）7月20日 - 門司駅前郵便局として開局。
- 1952年（昭和27年）4月26日 - 門司郵便局に改称。同日、それまでの門司郵便局を門司港郵便局に改称[1]。
- 1957年（昭和32年）9月 - 局舎改築落成。
- 1958年（昭和33年）6月1日 - 電話通話および和文電報受付事務の取扱を開始。
- 1986年（昭和61年）3月 - 局舎改築。
- 1998年（平成10年）9月1日 - 外国通貨の両替および旅行小切手の売買に関する業務取扱を開始。
- 2007年（平成19年）10月1日 - 民営化に伴い、併設された郵便事業門司支店に一部業務を移管。
- 2012年（平成24年）10月1日 - 日本郵便株式会社発足に伴い、郵便事業門司支店を門司郵便局に統合。
- 2017年（平成29年）2月20日 - 日本郵便の郵便事業効率化の一環として、門司港・恒見両局から集配業務が移管され、門司区全域の集配業務を門司郵便局に集約[2]。

## 取扱内容
- 郵便、印紙、ゆうパック、内容証明
- 貯金、為替、振替、振込、国際送金、国債、投資信託
- 生命保険、バイク自賠責保険、自動車保険
- ゆうちょ銀行ATM
- 北九州市門司区内全域の集配業務
- ゆうゆう窓口

## 周辺
- 北九州市門司区役所 大里出張所
- 北九州市立門司図書館 大里分館
- 門司赤煉瓦プレイス（サッポロビール北九州工場跡）

## アクセス
- JR鹿児島本線・山陽本線 門司駅（南口）から徒歩約3分
- 西鉄バス 門司駅前停留所下車
- 北九州高速4号線 大里出入口から西へ約1.5km、九州自動車道 新門司ICから北西へ約5km
- 国道3号沿い
- 駐車場あり：23台